# رابرت وارد ویشنی
رابرت وارد ویشنی (متولد ۱۹۵۹) که یک اقتصاددان آمریکایی است، استاد برجسته خدمات مالی میرون س. اسکولز در دانشکده تجارت دانشگاه شیکاگو می‌باشد.

## تحصیلات دانشگاهی
رابرت ویشنی در سال ۱۹۸۱ مدرک آی. بی را با بالاترین امتیاز در حوزه (اقتصاد، ریاضیات و فلسفه) از دانشگاه میشیگان دریافت کرد، همچنین مدرک دکتری خود را در سال ۱۹۸۵ در رشته (اقتصاد) و از مؤسسه فناوری ماساچوست بدست آورد.

## کار
رابرت ویشنی یکی از نمایندگان برجسته مدرسه مالی رفتاری است. فعالیتهای تحقیقاتی وی شامل: بازار کنترل شرکتها؛ حاکمیت شرکتی در سراسر جهان؛ خصوصی‌سازی و نقش دولت در اقتصاد؛ رفتار سرمایه گذاران نهادی؛ رفتار قیمت سهام؛ اقتصاد فساد و رفتار رانت خواهی می‌باشد. مقالات پژوهشی ویشنی (که بسیاری از آنها به‌طور مشترک با آندره شلیفر، رافائل لا پورتا و ژوزف لاکونیشوک نوشته شده‌اند) از جمله تحقیقات به کار گرفته شده در زمینه علوم اقتصادی در سالهای اخیر است.
وی رئیس برنامه ان.بی.ای. ار در امور مالی شرکت است. در سال ۱۹۹۴، او (به همراه ژوزف لاکونیشوک و آندره شلیفر) ارزش ارائه مدیریت فعال برای سرمایه گذاران نهادی را با استفاده از مدل‌های سرمایه‌گذاری اختصاصی بر اساس اصول مالی رفتاری تأسیس کرد.

## انتشارات منتخب

### مقالات ژورنال
ویشنی تاکنون ده‌ها مقاله به همراه همکارانش تألیف کرده‌است:
- (ویشنی، رابرت دبلیو، و لاپورتا، و لوپز دی سیلانز، و شلیفر) «حقوق و دارایی»، مجله اقتصاد سیاسی، ۱۹۹۸، ۱۰۶ (۶)، ص ۱۱۱۳.
- (ویشنی، رابرت دبلیو و شلیفر) «بررسی مدیریت شرکت»، مجله مالی، ۱۹۹۷، ۵۲ (۲)، ص ۷۳۷–۸۳.
- (ویشنی، رابرت دبلیو؛ و شلیفر) «محدودیت‌های داوری»، مجله مالی، ۱۹۹۷، ۵۲ (۱)، ص ۵۵–۳۵.
- (ویشنی، رابرت دبلیو و لاکونیشوک و شلیفر) «سرمایه‌گذاری خلاف گرای، برون یابی و خطر»، مجله مالی ۱۹۹۴، ۴۹ (۵)، ص ۱۵۴۱–۷۸.